# La Procession à l'ermitage Saint-Isidore
La Procession de Saint-Isidore (espagnol : La romería de San Isidro) est l'une des peintures à l'huile sur plâtre de la série des Peintures noires avec lesquelles Francisco de Goya avait décoré les murs de sa maison Quinta del Sordo. La série a été peinte entre 1819 et 1823.

## Contexte

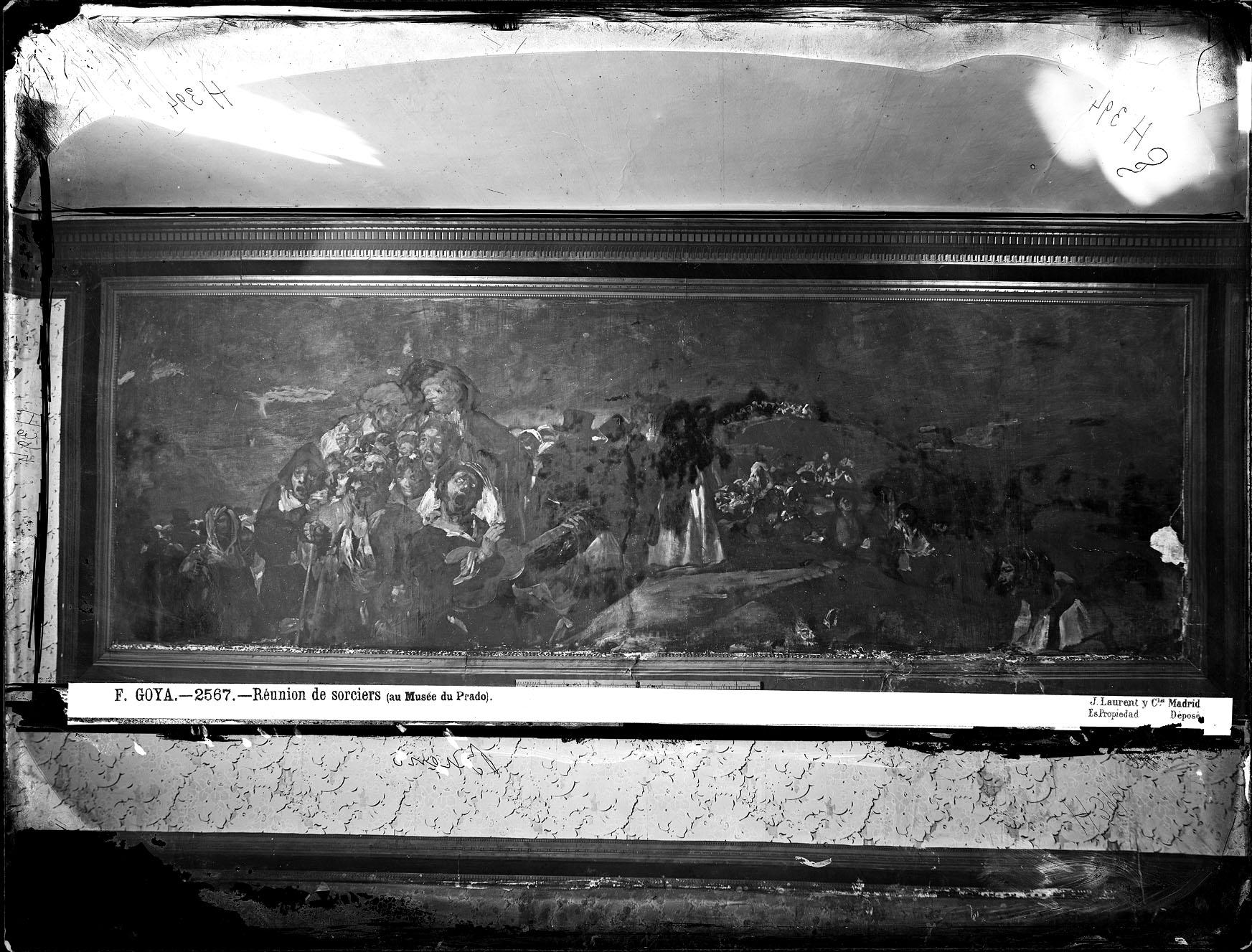
Peinture murale La Procession de Saint-Isidore à la Quinta de Goya, en 1874. Photographie de J. Laurent, conservée aux Archives Ruiz Vernacci. À gauche de la peinture, en haut, nous voyons un angle du salon, et non une fenêtre (agrandir l’image). L’indication « musée du Prado » fut ajoutée au négatif en 1890 par les successeurs de Laurent.

La toile occupait probablement le mur droit du rez-de-chaussée à l’entrée.
En 1873, Émile Baron d'Erlanger (1832-1911) était propriétaire de la maison de Goya la Quinta del Sordo où était peinte la scène avec le reste des peintures noires. Elle fut transformée, à l’instar des autres peintures noires, en huile sur toile en 1874 par Salvador Martínez Cubells, sur commande du baron Émile d'Erlanger  un banquier français, d'origine allemande, qui avait l'intention de la vendre à l'Exposition universelle de Paris en 1878. Cependant, ce travail n'attira pas les acheteurs et il en fit don en 1881 au Musée du Prado, où il est exposé. Cubells Salvador Martínez (1842-1914), était restaurateur du musée du Prado et membre de l'Académie royale des Beaux-Arts de San Fernando. Il passa la peinture sur plâtre sur une toile d'après le goût de l'époque. Martinez Cubells fut assisté par ses frères Enrique et Francisco (...) 
Avant de la transférer sur plâtre, il photographia les peintures in situ sur un mur du salon du rez-de-chaussée. L’original est un daguerréotype de 27 x 36 cm, se conservée aux Archives Ruiz Vernacci, à Madrid. La toile était entourée de papiers peints du milieu du XIXe siècle.

## Analyse
La toile est une vision de la procession vers l’ermitage Saint Isidore de Madrid totalement opposée à celle que le peintre avait réalisée vingt ans auparavant avec La Prairie de Saint-Isidore. S’il s’agissait sur la première toile de refléter les coutumes d’une journée de fête à Madrid, la  seconde montre un groupe de personnages de nuit, visiblement ivres et chantants avec des visages inquiétants.
Les personnages appartiennent à diverses couches sociales. Au premier plan, ce sont des gens du peuple, plus au fond, on voit des chapeaux haut-de-forme, et des voiles de sœurs.
Le thème de la procession était utilisé pour mettre en avant des aspects théâtraux ou satiriques.
En ce sens, la toile fait un parallèle avec L'Enterrement de la sardine, peint entre 1812 et 1819, peu avant d’exécuter les fresques de sa maison la quinta del Sordo et les peintures noires.
Goya représentait régulièrement des foules se perdant dans le lointain. C’était déjà le cas avec La Prairie de Saint Isidore et plus tard avec nombre des gravures des Désastres de la guerre.
En arrière-plan de la toile, la foule défilant se confond avec les roches du paysage montagneux ; l’espace ouvert devient une masse solide et compacte, déshumanisée, en un groupe informe, avec une seule exception : à droite, un personnage dont le spectateur ne voir que le buste semble gémir, ou peut-être chanter. Il est à noter que le seul personnage qui regarde le spectateur droit dans les yeux se trouve au milieu du groupe de gauche et dont les traits sont ceux de Napoléon,.
Le côté énigmatique de cette série de peintures est un prélude à l’absence de ressemblance de l’art contemporain. La gamme chromatique est réduite aux ocres, terres, gris et noirs. Le tableau, comme le reste de la série, est un précurseur de l’expressionnisme du XXe siècle.